# Японские Альпы
Японские Альпы (яп. 日本アルプス Нихон Арупусу) — общее название трёх горных хребтов в центре острова Хонсю, в Японии. Это название происходит из «Путеводителя по Японии», изданного английским горным инженером Уильямом Гоуландом, который сравнил японские горы с европейскими Альпами, и было популяризировано Уолтером Уэстоном (1861—1940), английским миссионером, работавшим в Японии.

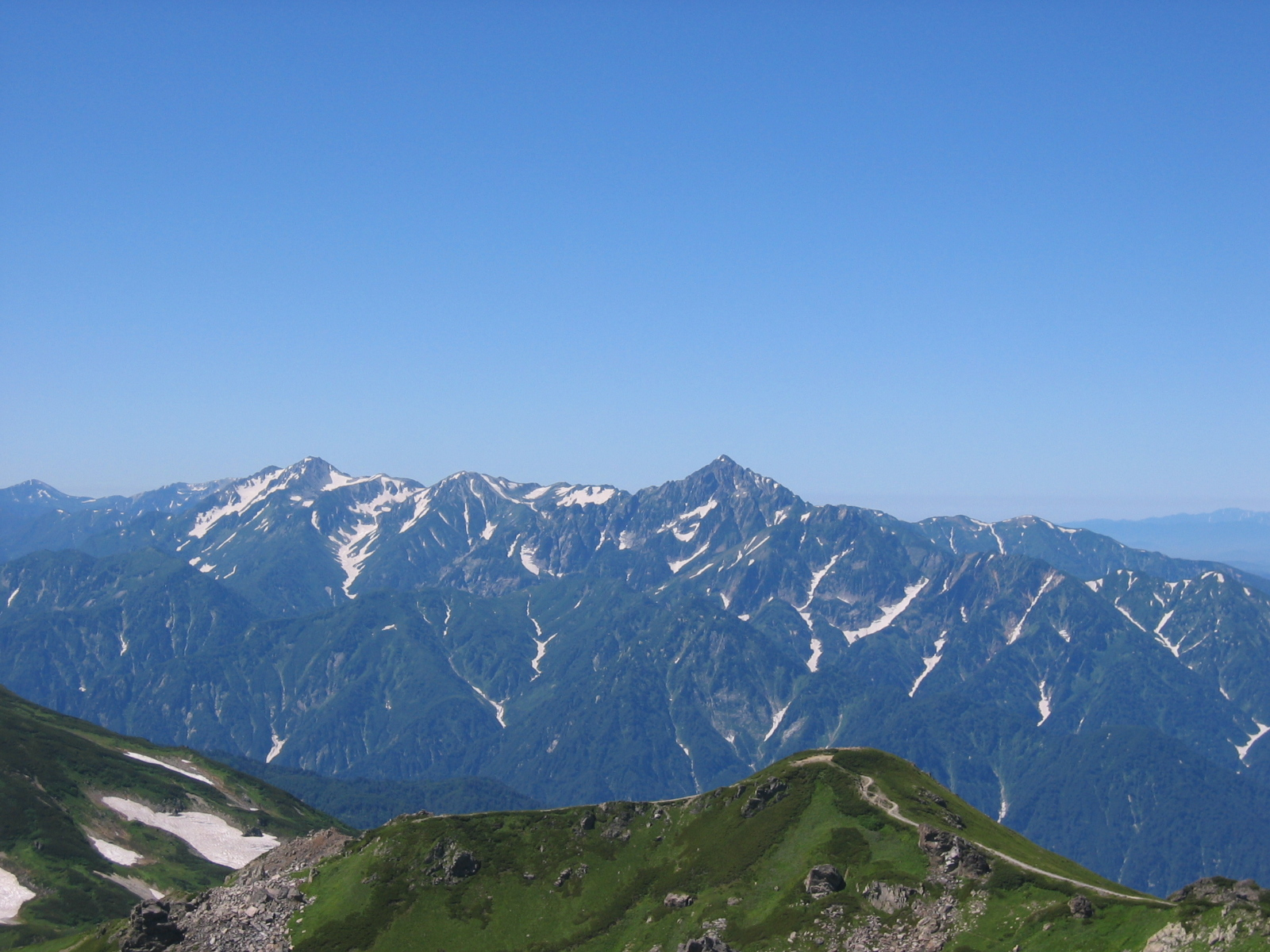
Горы Хида

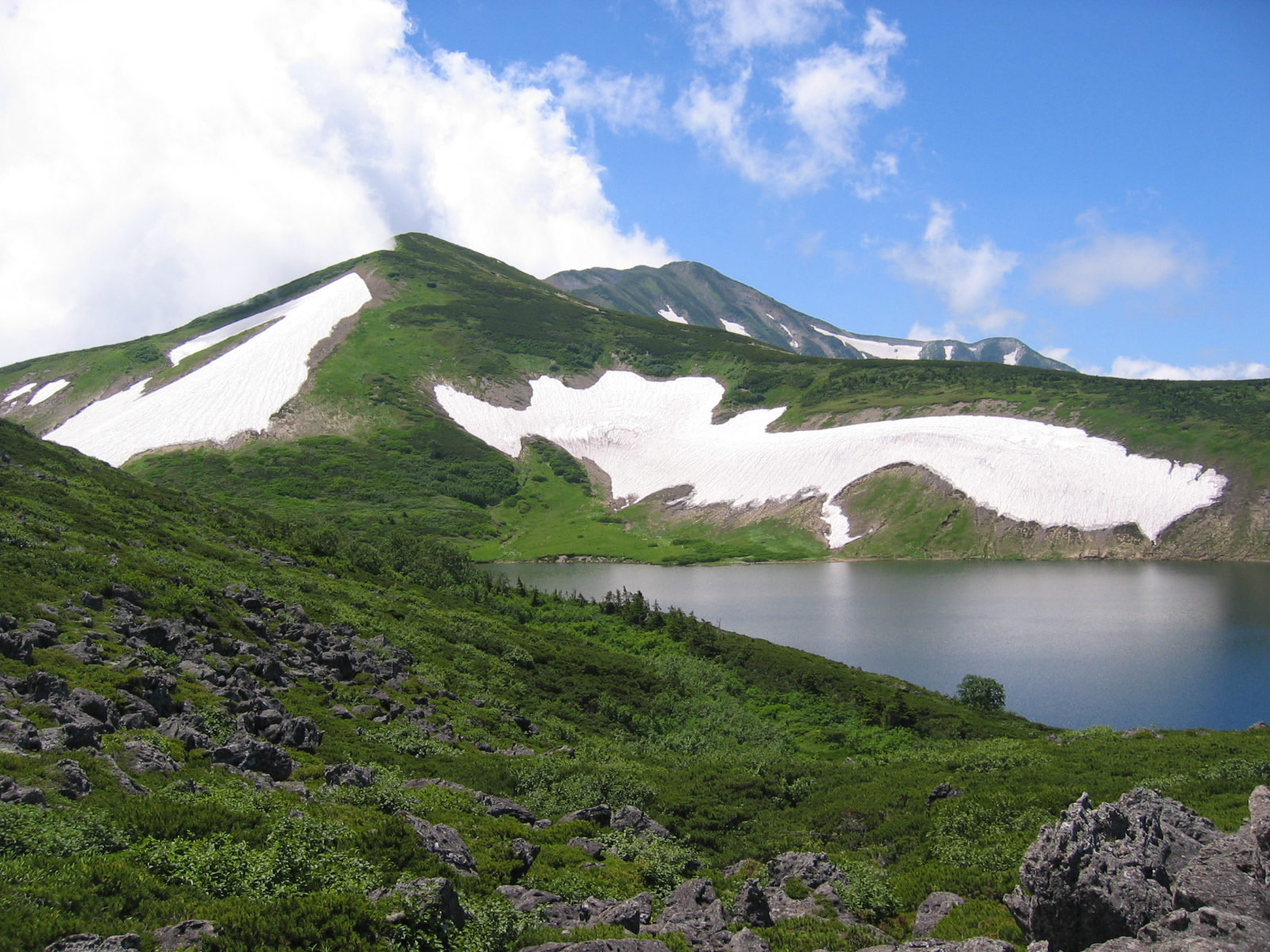
Озеро Хакуба

Японские Альпы расположены на территории префектур Яманаси, Нагано, Тояма, Сидзуока и Гифу и состоят из трёх хребтов:
- горного хребта Хида (яп. 飛騨山脈 Хида саммяку), так называемых Северных японских Альп;
- горного хребта Кисо (яп. 木曽山脈 Кисо саммяку), Центральных японских Альп;
- горного хребта Акаиси (яп. 赤石山脈 Акаиси саммяку), Южных японских Альп.

Многие вершины Японских Альп выше 3000 м и уступают по высоте в Японии лишь горе Фудзи. Высокими пиками являются гора Хотака — 3190 м и гора Кита — 3193 м. Гора Онтаке, действующий вулкан в префектуре Нагано, достигающий в высоту до 3067 м, является местом поклонения многих японских паломников. Последние извержения этого вулкана имели место в 1980 и 2014 годах.